# Prefectura apostólica de Placentia
La prefectura apostólica de Placentia (en latín: Praefectura Apostolica de Placentia, en francés: Préfecture apostolique de Placentia y en inglés: Apostolic Prefecture of Placentia) fue una circunscripción eclesiástica de la Iglesia católica en Canadá. Se trataba de una prefectura apostólica latina, inmediatamente sujeta a la Santa Sede. Fue suprimida el 28 de abril de 1892.

## Territorio y organización

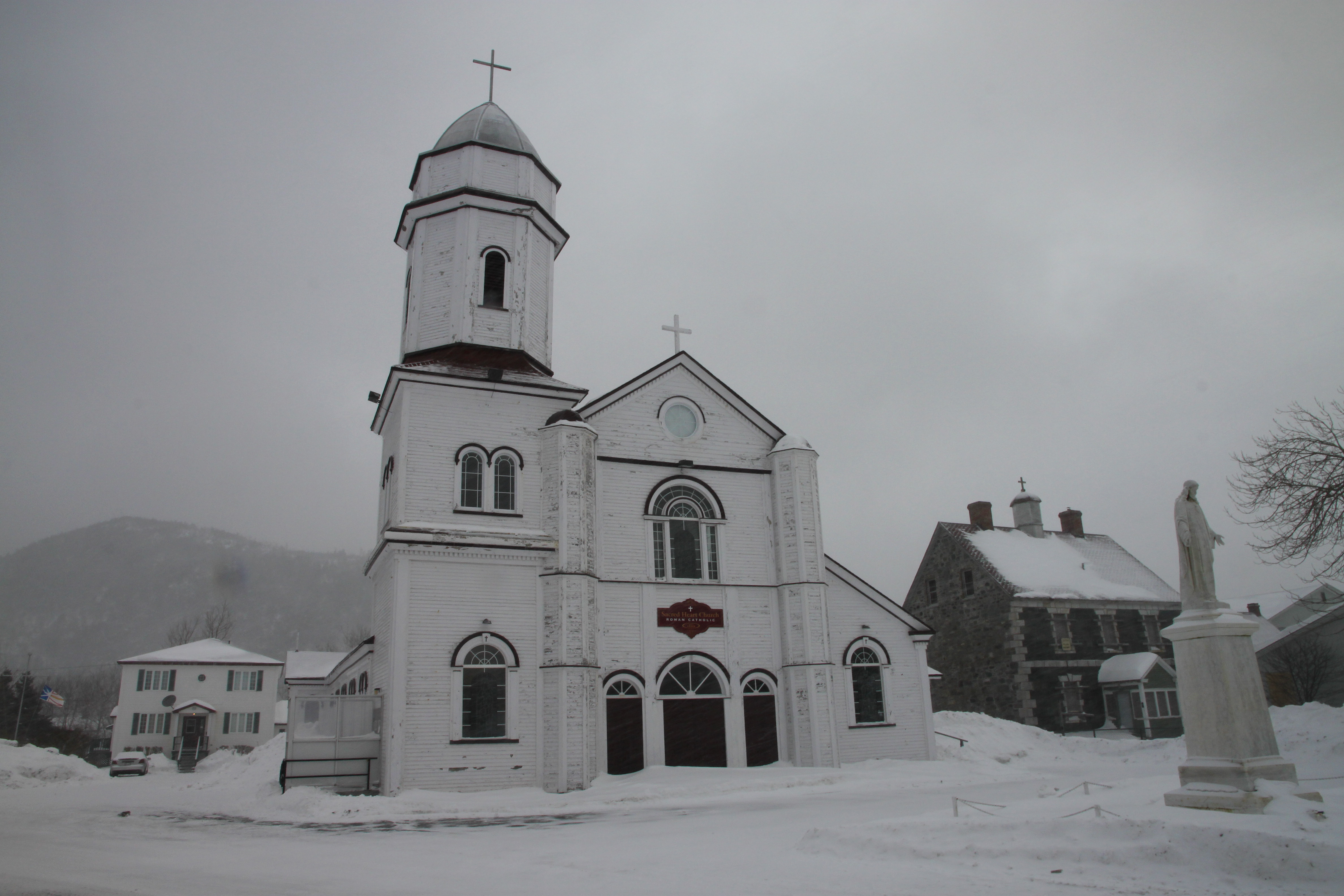
Iglesia del Sagrado Corazón, en Placentia, construida en 1886

La prefectura apostólica extendía su jurisdicción sobre los fieles católicos de rito latino residentes en la parte sur de la península de Avalon en la isla de Terranova, entonces parte de la colonia de Terranova, perteneciente al Reino Unido.
La sede de la prefectura apostólica se encontraba en la ciudad de Placentia.

## Historia
La presencia de un sacerdote católico en Placentia se remonta a la colonia francesa de Plaisance, establecida en 1662.
La prefectura apostólica fue erigida el 16 de septiembre de 1870 mediante el breve Quae Catholicae rei del papa Pío IX, derivando su territorio de la diócesis de San Juan de Terranova (hoy arquidiócesis de San Juan de Terranova) y de la diócesis de Harbour Grace (hoy diócesis de Grand Falls). Al mismo tiempo fue confiada a la administración del obispo de San Juan.
El 28 de abril de 1892 la prefectura apostólica fue suprimida mediante el breve Quae catholico nomini del papa León XIII, y su territorio se incorporó a la diócesis de San Juan de Terranova y al vicariato apostólico de San Jorge (hoy diócesis de Corner Brook-Labrador).

## Episcopologio
- - John Thomas Mullock, O.F.M.Ref. † (16 de septiembre de 1870-26 de marzo de 1869 falleció) (administrador apostólico)
  - Thomas James Power † (13 de mayo de 1870-28 de abril de 1892 cesado) (administrador apostólico)
  - Sede suprimida